# NFIX
NFIX‏ (Nuclear factor I X) هوَ بروتين يُشَفر بواسطة جين NFIX في الإنسان.